# Deursen
Deursen est un petit village néerlandais de la commune d'Oss dans la province du Brabant-Septentrional. Pour les statistiques, Deursen et Dennenburg sont considérés être une seule localité qui a 639 habitants en 2005, dont environ 300 en Deursen.

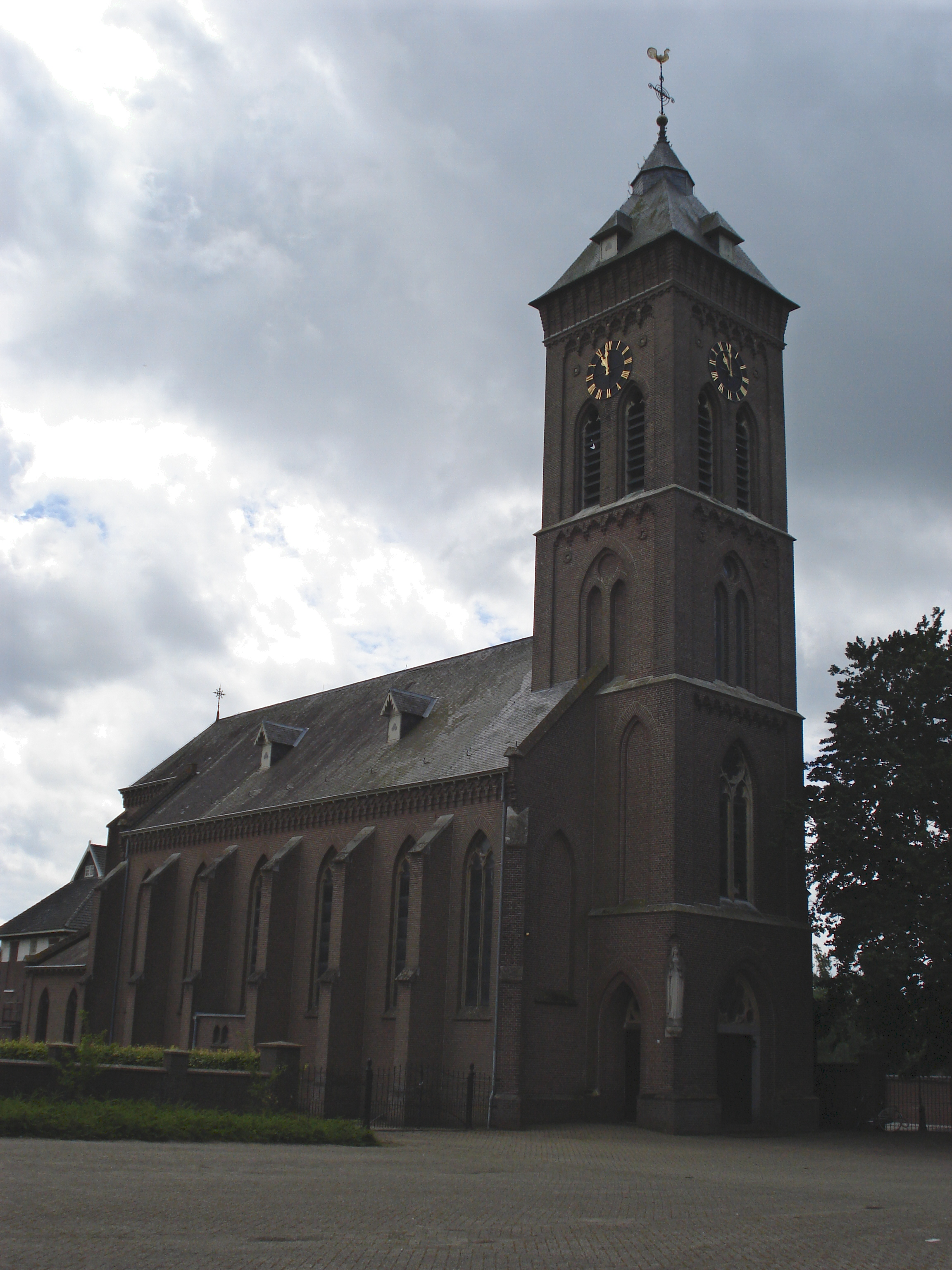
Deursen, l'église.

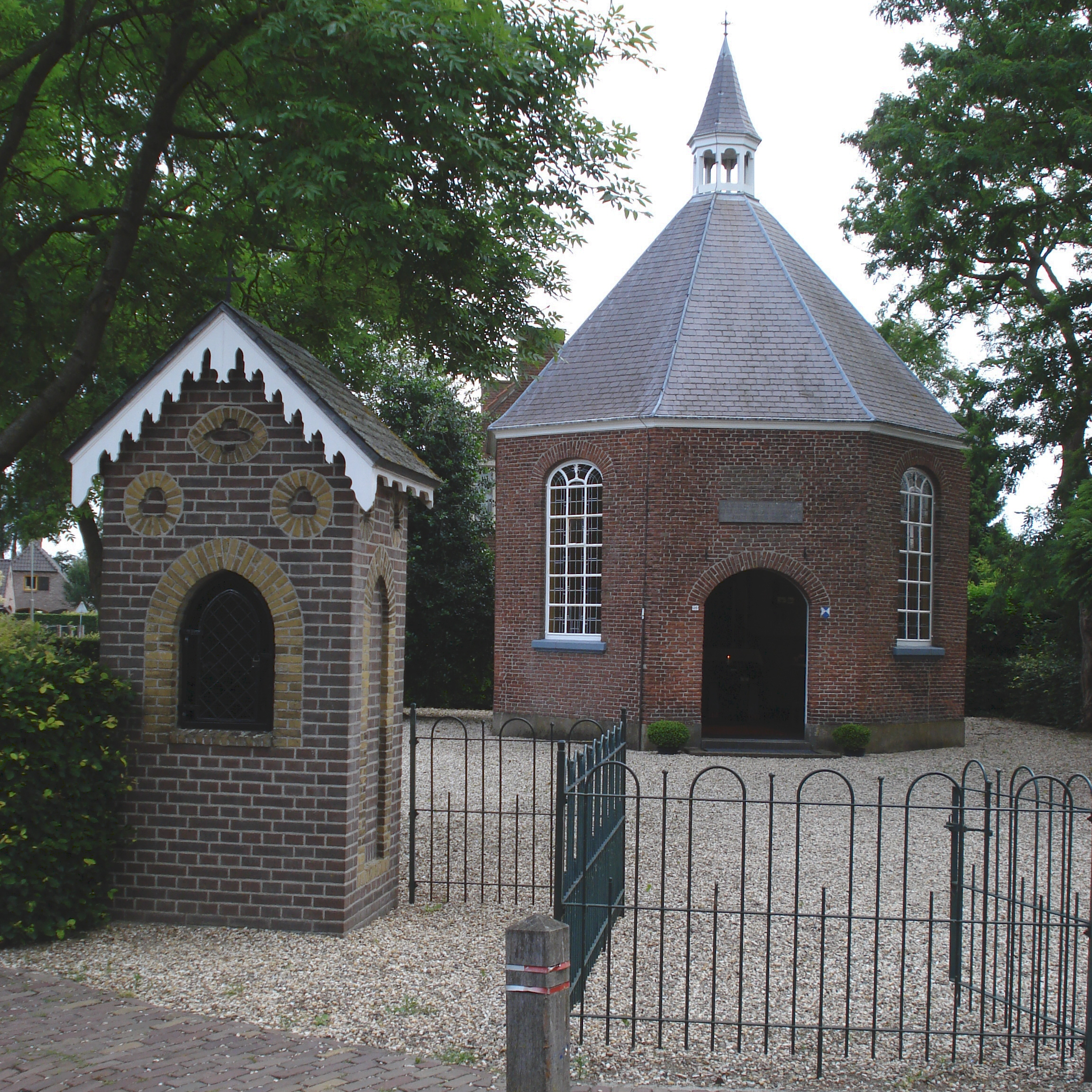
Deursen, chapelle St.Roch.

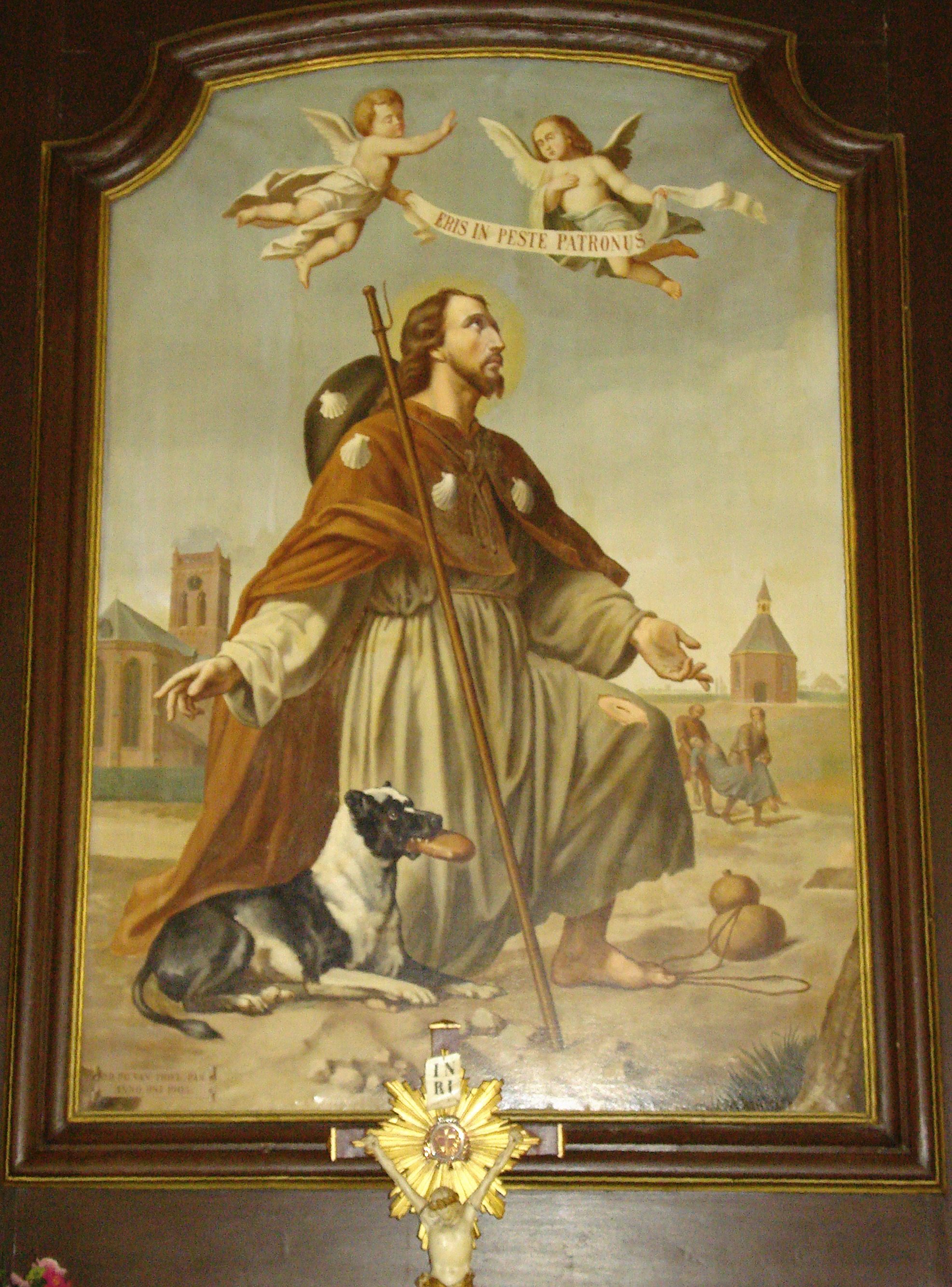
Deursen, St.Roch, anonyme. Au fond, église (à gauche) et chapelle (à droite) de Deursen.

## Les débuts
Le nom de Deursen vient de traverse d'eau ou déversoir. Le nom est bien donné, puisque Deursen est situé sur un tertre entre la Meuse et la traverse du Déversoir de Beers et que le village a dû fréquemment subir des inondations.
Deursen a été habité dès l'époque romaine. Selon des trouvailles archéologues il y aurait eu une grande bataille entre la population locale et les Romains. Il y a eu presque certainement continuité d'occupation.

## Administratif
Deursen était une petite paroisse (commune) du Pays de Herpen, devenu Pays de Ravenstein. En 1700 Deursen s'associe avec Dennenburg formant l'ancienne commune Deursen en Dennenburg qui a existé jusqu'en 1923, date de l'annexion par l'ancienne commune de Ravenstein. Fait exceptionnel, Ravenstein a choisi de s'attacher librement en 2003 à la commune d'Oss.

## La paroisse
Un document de l'évêché de Liège de 1556 mentionne les autels de Saint Antoine et de Saint Sébastien. Au XVIIe siècle, le village souffre des épidémies de peste et on érige en 1636 le Sint-Anthonies-huiske, petite maison de Saint Antoine. En ce temps-là commence aussi la vénération de Saint Roch, patron contre la peste, et on érige en 1747 une chapelle octogonale pour ce saint qui devient lieu de pèlerinage. L'église actuelle date de 1877.

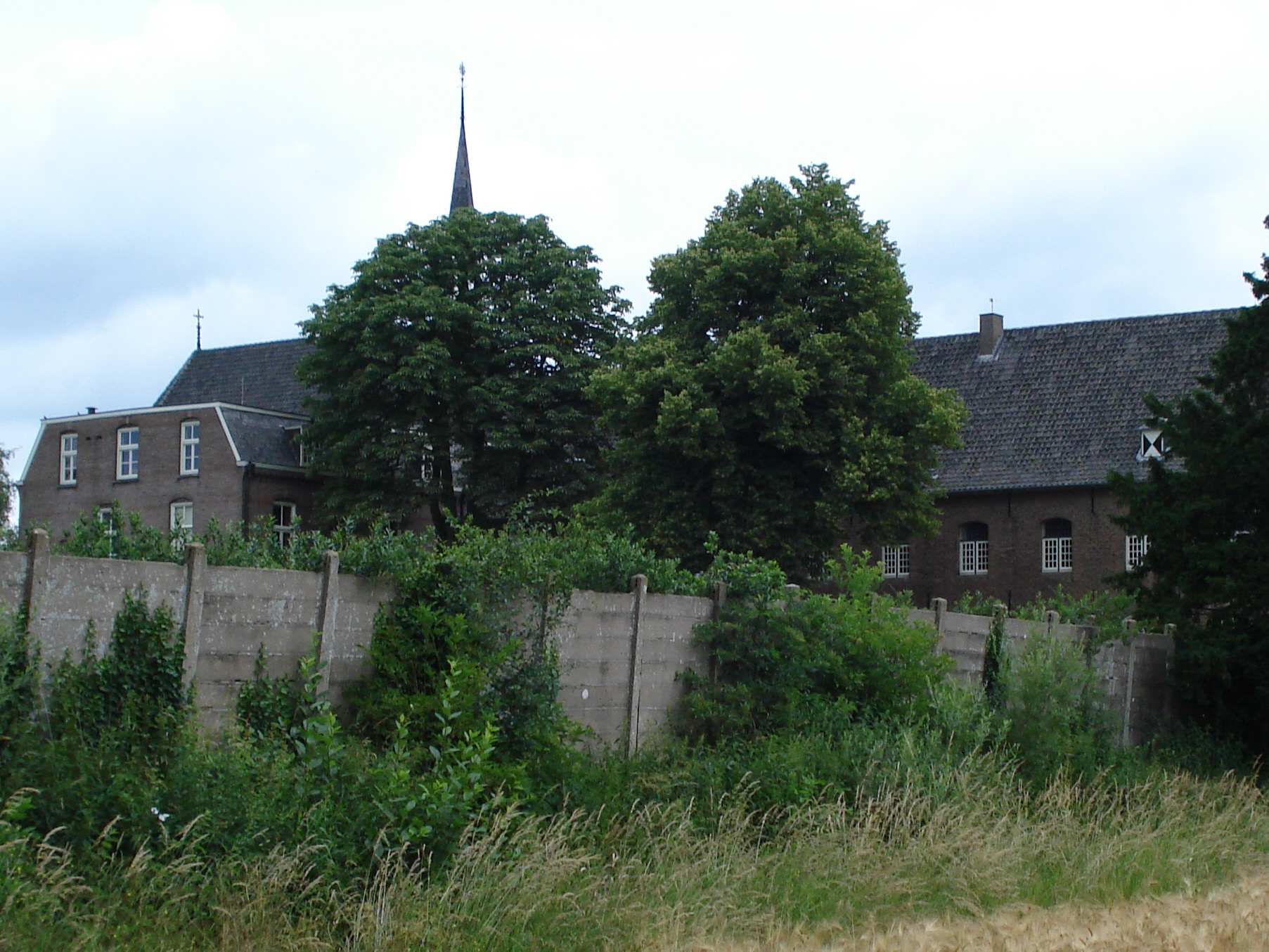
Deursen, ancien couvent Soeterbeeck.

## Soeterbeeck
Deursen, situé dans le Pays de Ravenstein indépendant et catholique, devient au XVIIIe siècle lieu d'asile pour les chanoinesses de Saint Augustin du monastère Soeterbeeck à Nuenen. Chassées de Nuenen, elles bâtissent en 1732-1733 à Deursen leur nouveau monastère Soeterbeeck. Elles y ajoutent en 1906 une chapelle néogothique et agrandissent le couvent en 1954. Le couvent désaffecté est devenu en 1997 centre d'études de l'Université de Nimègue.